# Список оружия и технических средств кораблей ВМС США
Этот список содержит перечень БРЭО ВМС США.
Список будет заполняться по мере написания статей по кораблям и подлодкам ВМС США.
Названия приведены по схеме JETDS (Joint Electronics Type Designation System).

## Торпеды
| Обозначение | Вид | Год принятия на вооружение | Носители | Описание |
| ----------- | --- | -------------------------- | -------- | -------- |
| Mk14        |     |                            |          |          |
| Mk16        |     |                            |          |          |
| Mk27        |     |                            |          |          |
| Mk37        |     |                            |          |          |
| Mk44        |     |                            |          |          |
| Mk45        |     |                            |          |          |
| Mk46        |     |                            |          |          |
| Mk48        |     |                            |          |          |
| Mk50        |     |                            |          |          |
| Mk54        |     |                            |          |          |

## Гидроакустическое оборудование
| Обозначение | Вид                                       | Год принятия на вооружение | Носители | Описание |
| ----------- | ----------------------------------------- | -------------------------- | -------- | --- |
| AN/BQR-2    | пассивная ГАС                             |                            |          | Рабочий диапазон 0,5-15кГц. Входит в ГАК AN/BQQ-2. AN/BQR-21 — более поздняя модифицированная версия с электроникой на твердотельных элементах. Конструктивно антенна ГАС состоит из 48 линейных гидрофонов высотой 43 дюйма (1092 мм) образующих цилиндр диаметром 68 дюймов (1727 мм). Точность обнаружения 0,1 градуса позволяет использовать её для выдачи ЦУ при торпедных атаках. Дальность обнаружения дизельной ПЛ программы GUPPY, идущей под шнорхелем, составляет порядка 15-20 морских миль.                                                                                 |
| AN/BQR-21   | пассивная ГАС                             |                            |          | более поздняя модифицированная версия AN/BQR-2 с электроникой на твердотельных элементах |
| AN/BQR-7    | пассивная шумопеленгаторная ГАС           |                            |          | Работает в диапазоне от 50Гц до 5кГц. Конформная антенна станции состоит из 52 групп гидрофонов. В состав расположенной вертикально группы высотой 50 дюймов (1270 миллиметров) входит три гидрофона. Группы гидрофонов равномерно распределены по носовому обтекателю ПЛАРБ на длину 45 футов (13,7 метра) и имеют зону обзора порядка 270 градусов. Точность обнаружения целей в зависимости от гидрологической обстановки составляет от 1 до 3 градусов. В 1960 году на испытаниях ГАС дизельная подводная лодка, идущая под шнорхелем, была обнаружена на расстоянии 75 морских миль |
| AN/BQS-4    | активная ГАС                              |                            |          | Рабочая частота 7кГц, входит в состав ГАК AN/BQQ-2. 7 вертикальных модулей с излучателями расположены в антенне ГАС AN/BQR-2 (или AN/BQR-21). Дальность обнаружения целей 6-8 килоярдов (5,5-7,3 км). |
| AN/BQR-15   | пассивная ГАС с ГПБА                      |                            |          | ГАС с гибкой протяженной буксируемой антенной (ГПБА) ТВ-16. Антенная решетка из 42 гидрофонов длиной 150 футов (45,7 метра) и диаметром 3,5 дюйма (88,9 мм) буксируется на тросе длиной 2200 футов (670 метров). Антенна ставится в рабочее положение и убирается с помощью специального гидравлического устройства и оснащена устройством экстренного отсоединения от ПЛ. При буксировке ГПБА скорость лодки падает приблизительно на 0,5 узла. |
| AN/WLR-9A   | ГАС гидроакустической разведки.           |                            |          | Служит для перехвата и классификации сигналов ГАС, работающих в активном режиме, и подводных шумов. Антенна ГАС установлена снаружи корпуса в носовой части лодки над торпедным отсеком. |
| AN/SQQ-28   | Корабельный процессор сигналов LAMPS-III. |                            |          | Обрабатывает сигналы от гидроакустических буёв. |
| AN/SQQ-89   | Противолодочная БИУС надводного корабля.  |                            |          | |